# Петров, Евгений Николаевич (серийный убийца)
Евге́ний Никола́евич Петро́в (род. 17 декабря 1975, Свердловск-44, Свердловская область, РСФСР, СССР) — российский преступник, серийный убийца, насильник и педофил, в период с 1998 по 2003 годы совершил 26 доказанных преступлений на территории Свердловской области и Башкирии, из них 11 убийств.

## Биография

### Ранняя биография
Родился 17 декабря 1975 года в закрытом городе Свердловске-44 (ныне Новоуральск) Свердловской области.
В 1992 году был условно осуждён за кражу компьютера. В армии едва не совершил убийство командира, дело закрыла военная прокуратура. Окончил профтехучилище по специальности слесарь. Устроился работать по специальности на Уральский электрохимический комбинат, где работал его отец. Состоял в гражданском браке, имел маленького сына. Не курил, не пил алкогольных напитков, в целом вёл нормальный образ жизни. Обожал автоспорт.

### Убийства
В 1998 году пропала школьница Мария Поливцева. Она шла в гости к родственникам одна, но не дошла и пропала без вести. В 1999 году другая школьница, находившаяся в гостях у бабушки, ненадолго вышла из дома и пропала. В том же году прямо около родителей во время прогулки около городского пруда пропала ещё одна девочка. И опять в том же году пропали ещё две девочки. В 2000 году прямо посреди дня была похищена 14-летняя девочка, причём на глазах у своей младшей сестры. Преступник хотел увести обеих девочек, но младшей удалось спастись.
12 мая 2001 года в Дуванском районе Башкирии на автовокзале села Месягутово Петров заметил 16 летнюю девушку и предложил подвезти, на что она дала согласие. Он привëз её в безлюдное место, где, угрожая ножом, изнасиловал и задушил, после чего нанёс несколько ножевых ранений и спрятал тело в глубине лесного массива возле посёлка Улькунды. Труп убитой нашли трактористы в сентябре. В этом убийстве маньяк признался только в 2020 году. 
Следствие предполагало, что девочек увели в сексуальное рабство, а значит, есть шанс найти их живыми. Вскоре местный художник сообщил о подозрительном мужчине, который вёл с собой ребёнка. Он нарисовал его портрет. Следствие буксовало, обстановка в городе накалилась. Следствие не хотело признавать факта существования серийного убийцы, и поэтому в городе не были приняты меры безопасности. Вскоре в районе скал Семь Братьев и Одна Сестра в лесу были найдены 5 полусожжённых и расчленённых тел разыскиваемых девочек, позже было найдено шестое. Все они были изнасилованы перед убийством.
Убийства неожиданно прекратились. Было сделано предположение, что преступник попал в тюрьму. Стали проверять всех заключённых.
Но в 2003 году в районе спортивного лагеря пропала 17-летняя девушка. Вскоре местный рыбак нашёл в реке её изуродованный труп. Следователи выяснили, что незадолго до убийства неподалёку на машине ездил молодой мужчина, который предлагал местным школьницам покататься с ним. Одной из них он назвал свою фамилию — Петров.

### Арест, следствие и суд
8 августа 2003 года Евгений Петров был арестован. Он явился в милицию и заявил оперативникам, что видел, как девушку увозили в иномарке. Установить описанный автомобиль оперативники не смогли, однако обратили внимание на то, как настойчиво и подробно «свидетель» описывал убитую девушку и увёзший её автомобиль. В его квартире и на рабочем месте провели обыски: были найдены серёжки, опознанные родителями последней жертвы. Под тяжестью улик Петров сознался в 11 (на самом деле в 10, так как одна из жертв маньяка осталась жива) убийствах и показал места захоронения своих жертв. Однако следователи предполагают, что жертв может быть намного больше: так, в городах, где Петров участвовал в автогонках, были зафиксированы случаи исчезновений школьниц.
Петров рассказал, что ловил девочек на дорогах, затаскивал их в свою машину, блокировал выходы, увозил, насиловал, убивал ножом и сжигал. В интервью журналистам признавал свою вину, но не раскаивался. Было выявлено два случая нападения, когда жертвы Петрова остались живы: одна оказала маньяку активное сопротивление при попытке посадить её в машину, другую он ошибочно посчитал мёртвой. Обе потерпевшие опознали преступника.
Судебно-психиатрическая экспертиза признала Евгения Петрова вменяемым. После этого он пытался повеситься в камере. 
Суд над маньяком проходил в Нижнем Тагиле. Родители жертв настаивали на смертной казни, а отец одной из них предложил выдать Петрова им. 6 апреля 2005 года Свердловский областной суд приговорил его к пожизненному заключению. Верховный суд Российской Федерации оставил приговор без изменения.

### В заключении
Петров был отправлен отбывать наказание в исправительную колонию особого режима «Полярная сова» в посëлке Харп Ямало-Ненецкого автономного округа. Находясь в заключении, он много свободного времени стал посвящать саморазвитию, в частности стал много читать, изучать уголовно-процессуальный кодекса РФ и статьи Конвенции о защите прав человека и основных свобод. В середине 2010-х годов Европейский суд по правам человека рассмотрел жалобу Петрова касательно правил содержания в тюрьме, поданную им ещё в конце 2000-х годов, и принял положительное решение, присудив ему в качестве компенсации за моральные страдания несколько тысяч евро.
В 2020 году признался в убийстве и изнасиловании 16-летней жертвы в Башкирии, после чего был переведён в СИЗО для дальнейших следственных мероприятий. В 2021 году Петров за совершение этого преступления был приговорён к 12 годам лишения свободы, данное наказание поглощено пожизненным лишением свободы.
По словам заместителя руководителя четвертого отдела по расследованию особо важных дел (о преступлениях прошлых лет) следкома Башкирии Урала Рахматуллина, который занимался расследованием убийства Петрова на территории Башкортостана, Евгений Петров не раскаялся в содеянных убийствах, но надеется выйти на свободу благодаря лазейкам в законе и строит планы на дальнейшую жизнь, несмотря на то, что он не смог уверенно ответить на вопрос следователя о том, будет ли он вновь убивать в случае освобождения.

## В массовой культуре
- Документальный фильм «Зловещий треугольник» из цикла «Честный детектив» (2004)
- Документальный фильм «Электрохимический монстр» из цикла «Телевизионное Агентство Урала» (2005)